# Joseph Anton Adolph
Joseph Anton Adolph, auch Joseph Anton Adolph von Freenthal oder Franz Adolph of Freenthal (* 6. Oktober 1729 in Nikolsburg; † nach 1772, anderes Datum 17. Januar 1762 in Wien) war ein österreichisch-böhmischer Maler.

## Leben
Joseph Anton Adolph war der Sohn des Tiermalers Joseph Franz Adolph.
Er wurde im Tiermalen von seinem Vater unterrichtet, wandte sich später aber der Porträt- und Historienmalerei zu; zu Studienzwecken hielt er sich unter anderem in Rom auf.
1745 war er erst in Paris auf und ging dann für einige Jahre nach London und malte dort verschiedene Porträts, unter anderem 1750 Caroline D’Arcy († 1778) und 1755 den späteren König Georg III. sowie 1763 Benjamin Hancock (1729–1765) und 1765 Elisha de Hague (1717–1792).

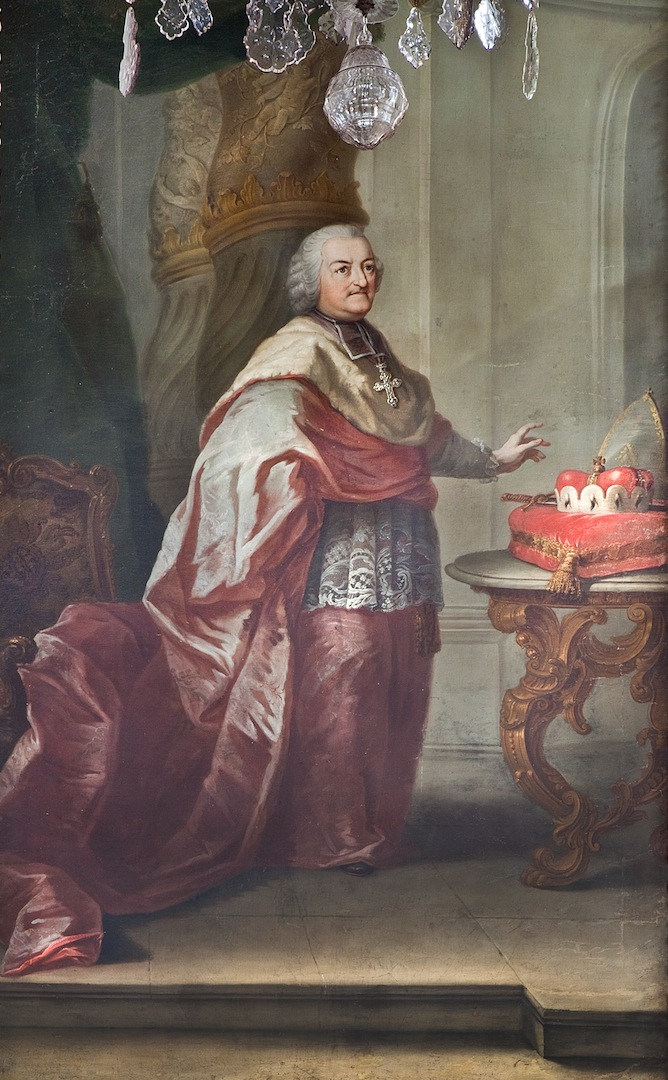
Maximilian von Hamilton, porträtiert von Joseph Anton Adolph

Nach seiner Rückkehr nach Böhmen übernahm er die Arbeiten im erzbischöflichen Schloss in Kremsier; unter anderem schuf er dort für den Olmützer Bischof Maximilian von Hamilton, den er auch porträtierte, in den Jahren 1769 bis 1772 drei Deckengemälde.
Für die Kollegiatkirche in Nikolsburg malte er verschiedene Altarblätter.